# Кагамлык, Григорий Сергеевич
Григорий Сергеевич Кагамлык (1923—1943) — сержант Рабоче-крестьянской Красной Армии, участник Великой Отечественной войны, Герой Советского Союза (1943).

## Биография
Родился в 1923 году в селе Слободо-Петровка (ныне — Гребёнковский район Полтавской области Украины). После окончания семи классов школы работал в колхозе. В сентябре 1941 года был призван на службу в Рабоче-крестьянскую Красную Армию и направлен на фронт Великой Отечественной войны. Принимал участие в боях на Западном, Центральном и Брянском фронтах. К февралю 1943 года сержант Григорий Кагамлык командовал отделением роты противотанковых ружей 47-го стрелкового полка 15-й стрелковой дивизии 13-й армии Центрального фронта. Отличился во время освобождения Курской области.
9 февраля 1943 года в районе станции Поныри участвовал в отражении немецких танковых контратак. Во время первой из них он подбил из ПТРД два из пяти атаковавших позицию немецких танков, но и сам два раза был ранен. Во время второй контратаки Кагамлык заменил собой убитого пулемётчика и вёл огонь по цепям немецкой пехоты. В том бою он погиб. Похоронен в Понырях.
Указом Президиума Верховного Совета СССР «О присвоении звания Героя Советского Союза начальствующему и рядовому составу Красной Армии» от 18 мая 1943 года за «образцовое выполнение боевых заданий командования на фронте борьбы с немецкими захватчиками и проявленные при этом отвагу и геройство» сержант Григорий Кагамлык посмертно был удостоен высокого звания Героя Советского Союза. Также посмертно был награждён орденом Ленина. Навечно зачислен в списки личного состава воинской части.

## Память
- 14,5-мм противотанковое ружьё ПТРД Героя Советского Союза Г. С. Кагамлыка (серийный номер АС-635) и его комсомольский билет стали экспонатами Центрального музея вооружённых сил СССР[2] в Москве[1].

В честь Кагамлыка названы улица и школа в Слободо-Петровка, улица и школа в Полтаве, названа улица и установлен бюст в Гребёнке, а также улица в поселке Поныри Курской области.